# Oudaï
La rivière Oudaï (en ukrainien : Удай) est un cours d'eau d'Ukraine et un affluent de la rive droite de la rivière Soula, dans le bassin du Dniepr.

## Géographie
L'Oudaï est longue de 327 km et draine un bassin de 7 030 km2.
L'Oudaï prend sa source dans l'oblast de Tchernihiv, dans le centre de l'Ukraine, à proximité du village de Rosnichky. De là, elle coule en direction du sud-est et pénètre sur le territoire de l'oblast de Poltava à une dizaine de kilomètres au nord-est de Loubny et se jette dans la Soula. La dénivellation entre la source (environ 134 m) et l'embouchure (87 m) est de 50 m seulement. L'Oudaï a une très faible vitesse d'écoulement et ses rives sont souvent marécageuses. Sa source est protégée par le Parc national d'Itchnia et son cours inférieur par le parc national de Pyriatyn.

## Affluents
Les principaux affluents de l'Oudaï sont :
- rive droite : Perevid (Перевід)
- rive gauche : Itchenka (Іченька), Smaj (Смаж), Lyssohir (Лисогір)

L'Oudaï arrose les villes de Prylouky et Pyriatyn; le Monastère de la Sainte-Trinité de Goustynia d'intérêt national.